# Orthemis attenuata
Orthemis attenuata is een libellensoort uit de familie van de korenbouten (Libellulidae), onderorde echte libellen (Anisoptera).
De wetenschappelijke naam Orthemis attenuata is voor het eerst geldig gepubliceerd in 1848 door Erichson.